# Dante Rossi
Dante Rossi   (Bolonya, 28 d'agost de 1936 - Lavagna, 15 de març de 2013) va ser un waterpolista italià que va competir durant les dècades de 1950 i 1960.
El 1960 va prendre part en els Jocs Olímpics d'Estiu de Roma, on guanyà la medalla d'or en la competició de waterpolo. Quatre anys més tard, als jocs de Tòquio, fou quart en la mateixa competició.
En el seu palmarès també destaquen dues medalles als Jocs del Mediterrani, de plata el 1959 i d'or el 1963. També guanyà una medalla de bronze a les Universíades de 1959.